# Vincenzo Fagiolo
Vincenzo Fagiolo (1918–2000) là một Hồng y người Italia của Giáo hội Công giáo Rôma. Ông từng đảm nhận vai trò Hồng y Đẳng Phó tế Nhà thờ S. Teodoro, Chủ tịch Uỷ ban Kỷ luật Giáo triều Rôma trong 7 năm, từ năm 1990 đến năm 1997.
Vốn là một giáo sĩ trong vai trò lãnh đạo giáo phận địa phương, ông từng đảm trách nhiều vai trò khác nhau trước khi tiến đến trở thành Chủ tịch Uỷ ban Kỷ luật Giáo triều Rôma, như: Thẩm tra viên Tòa Thượng thẩm Rôta (1968–1971), Giám quản Tông Tòa Giáo phận Vasto (1971–1982), Tổng giám mục đô thành Tổng giáo phận Chieti (1971–1984), giám mục chính tòa Giáo phận Vasto (1982–1984), Tổng Thư ký Thánh bộ Tu sĩ (1984–1990), Chủ tịch Hội đồng Giáo hoàng về Giải thích Giáo luật (1990–1994). Ông được vinh thăng Hồng y ngày 26 tháng 11 năm 1994, bởi Giáo hoàng Gioan Phaolô II.

## Tiểu sử
Hồng y Vincenzo Fagiolo sinh ngày 5 tháng 2 năm 1918 tại Segni, Italia. Sau quá trình tu học dài hạn tại các cơ sở chủng viện theo quy định của Giáo luật, ngày 6 tháng 3 năm 1943, Phó tế Fagiolo, 25 tuổi, tiến đến việc được truyền chức linh mục. Tân linh mục là thành viên linh mục đoàn Giáo phận Rôma.
Trong gần 15 năm phục vụ tại giáo triều Rôma, linh mục Fagiolo từng đảm nhận vai trò Thẩm tra viên Tòa Thượng thẩm Rôta trong giia đoạn từ ngày 16 tháng 1 năm 1968.
Sau 18 năm thi hành các công việc mục vụ với thẩm quyền và cương vị của một linh mục, ngày 20 tháng 11 năm 1971, Tòa Thánh loan tin Giáo hoàng đã quyết định tuyển chọn linh mục Vincenzo Fagiolo, 53 tuổi, gia nhập Giám mục đoàn Công giáo Hoàn vũ, với vị trí được bổ nhiệm là Tổng giám mục đô thành Tổng giáo phận Chieti kiêm Giám quản Tông Tòa Giáo phận Vasto. Lễ tấn phong cho vị giám mục tân cử được tổ chức sau đó vào ngày 19 tháng 12 cùng năm, với phần nghi thức chính yếu được cử hành cách trọng thể bởi 3 giáo sĩ cấp cao, gồm chủ phong là Hồng y Carlo Confalonieri, Tổng trưởng Thánh bộ Giám mục; hai vị giáo sĩ còn lại, với vai trò phụ phong, gồm có Tổng giám mục Costantino Stella, Tổng giám mục đô thành Tổng giáo phận L'Aquila và Giám mục Luigi Maria Carli, giám mục chính tòa Giáo phận Segni. Tân giám mục chọn cho mình khẩu hiệu PLENITUDO LEGIS DILECTIO.
Từ ngày 28 tháng 4 năm 1982, ông thôi giữ chức Giám quản Tông Tòa Vasto để kiêm nhiệm chức danh Giám mục chính tòa của Giáo phận này. Ngày 8 tháng 4 năm 1984, Tòa Thánh bổ nhiệm Tổng giám mục Fagiolo kiêm thêm chức danh Tổng Thư ký Thánh bộ Tu sĩ. Ông từ nhiệm khỏi vai trò ổng giám mục đô thành Tổng giáo phận Chieti kiêm giám mục chính tòa Giáo phận Vasto sau đó vào ngày 15 tháng 7. Ông giữ chức danh này đến ngày 15 tháng 12 năm 1990, thì được Tòa Thánh thuyên chuyển làm Chủ tịch Hội đồng Giáo hoàng về Giải thích Giáo luật và Chủ tịch Uỷ ban Kỷ luật Giáo triều Rôma.
Bằng việc tổ chức công nghị Hồng y năm 1994 được cử hành chính thức vào ngày 26 tháng 11, Giáo hoàng Gioan Phaolô II đưa ra quyết định vinh thăng Tổng giám mục Vincenzo Fagiolo tước vị danh dự của Giáo hội Công giáo, Hồng y. Tân Hồng y thuộc Đẳng Hồng y Phó tế và Nhà thờ Hiệu tòa được chỉ định là Nhà thờ S. Teodoro.
Ngày 19 tháng 12 năm 1994, Tòa Thánh chấp thuận đơn hồi hưu của ông, vì lý do tuổi tác, theo Giáo luật. Riêng chức vụ Chủ tịch Uỷ ban Kỷ luật Giáo triều Rôma, ông đảm đương đến năm 1997. Ông qua đời ngày 22 tháng 9 năm 2000, thọ 82 tuổi.